# Simone Lo Faso
Simone Lo Faso (Palermo, 18 febbraio 1998) è un calciatore italiano, attaccante dell’Akragas.

## Caratteristiche tecniche
È una seconda punta abile negli inserimenti senza palla, in possesso di discrete doti tecniche, a cui abbina una buona visione di gioco. Può essere impiegato da trequartista o esterno d'attacco.

## Carriera

### Club
Inizia a giocare a calcio all'età di 8 anni, nella scuola calcio della Vis Palermo. Nel 2007 viene tesserato dal Palermo, che lo aggrega al proprio settore giovanile. Nel 2012 si trasferisce in prestito al Siena, dove gioca due anni nelle giovanili prima di rientrare a Palermo. Esordisce in prima squadra il 12 agosto 2016 contro il Bari in Coppa Italia (gara vinta 1-0 dal Palermo), subentrando nei tempi supplementari al posto di Norbert Balogh. Il 6 novembre 2016 esordisce in Serie A in Palermo-Milan (1-2), subentrando al 57' al posto di Carlos Embalo. Termina la stagione – conclusa con la retrocessione del Palermo in Serie B – con 12 presenze complessive. 
Il 31 agosto 2017 passa in prestito con diritto di riscatto alla Fiorentina. Esordisce in campionato il 22 ottobre in Benevento-Fiorentina (0-3), subentrando al 71' al posto di Federico Chiesa. Ad aprile subisce un infortunio in allenamento, terminando in anticipo la stagione. A giugno non viene riscattato, rientrando così a Palermo. 
Alle prese con diversi problemi fisici, conclude la stagione (terminata con il fallimento della società rosanero) con 2 presenze. Il 25 luglio 2019 viene tesserato dal Lecce, in Serie A. Esordisce con i salentini il 4 dicembre contro la SPAL in Coppa Italia (5-1 per gli estensi). Non trovando spazio in squadra, il 31 gennaio 2020 passa in prestito con diritto di riscatto al Cesena, in Serie C. Termina la stagione – conclusa a febbraio a causa dell'emergenza epidemiologica da COVID-19 – con 3 presenze. Il 31 gennaio 2021 rescinde l'accordo che lo legava ai salentini.
Il 25 febbraio firma un contratto valido fino a giugno con la Pistoiese, in Serie C. Il 14 settembre 2021 scende di categoria, accordandosi con la Folgore Caratese in Serie D. Termina la stagione con 33 presenze e 4 reti complessive. Il 7 settembre 2022 viene tesserato dal Livorno, in Serie D.
Dopo alcuni mesi di inattività, il 13 gennaio 2024 viene ufficializzato il suo passaggio al Siracusa, formazione militante in Serie D. Nel luglio 2024 si accasa all'Akragas, in Serie D.

### Nazionale
Nel 2015 è stato convocato agli Europei Under-17, disputati in Bulgaria. In totale conta 24 presenze e 6 reti con le selezioni giovanili azzurre.

## Statistiche

### Presenze nei club
Statistiche aggiornate al 9 febbraio 2025.
| Stagione        | Squadra          | Campionato      | Campionato | Campionato | Coppe nazionali | Coppe nazionali | Coppe nazionali | Coppe continentali | Coppe continentali | Coppe continentali | Altre coppe | Altre coppe | Altre coppe | Totale | Totale | Totale |
| Stagione        | Squadra          | Comp            | Pres       | Reti       | Comp            | Pres            | Reti            | Comp               | Pres               | Reti               | Comp        | Pres        | Reti        | Pres   | Reti   |        |
| --------------- | ---------------- | --------------- | ---------- | ---------- | --------------- | --------------- | --------------- | ------------------ | ------------------ | ------------------ | ----------- | ----------- | ----------- | ------ | ------ | ------ |
| 2016-2017       | Palermo          | A               | 38         | 40         | CI              | 2               | 0               | -                  | -                  | -                  | -           | -           | -           | 12     | 0      |        |
| 2017-2018       | Fiorentina       | A               | 2          | 0          | CI              | 0               | 0               | -                  | -                  | -                  | -           | -           | -           | 2      | 0      |        |
| 2018-2019       | Palermo          | B               | 2          | 0          | CI              | 0               | 0               | -                  | -                  | -                  | -           | -           | -           | 2      | 0      |        |
| Totale Palermo  | Totale Palermo   | Totale Palermo  | 12         | 0          |                 | 2               | 0               |                    | -                  | -                  |             | -           | -           | 14     | 0      |        |
| 2019-gen. 2020  | Lecce            | A               | 0          | 0          | CI              | 1               | 0               | -                  | -                  | -                  | -           | -           | -           | 1      | 0      |        |
| gen.-giu. 2020  | Cesena           | C               | 3          | 0          | CI-C            | -               | -               | -                  | -                  | -                  | -           | -           | -           | 3      | 0      |        |
| 2020-gen. 2021  | Lecce            | B               | 1          | 0          | CI              | 2               | 0               | -                  | -                  | -                  | -           | -           | -           | 3      | 0      |        |
| Totale Lecce    | Totale Lecce     | Totale Lecce    | 1          | 0          |                 | 3               | 0               |                    | -                  | -                  |             | -           | -           | 4      | 0      |        |
| feb.-giu. 2021  | Pistoiese        | C               | 5          | 0          | -               | -               | -               | -                  | -                  | -                  | -           | -           | -           | 5      | 0      |        |
| 2021-2022       | Folgore Caratese | D               | 32+1       | 4          | CI-D            | -               | -               | -                  | -                  | -                  | -           | -           | -           | 33     | 4      |        |
| 2022-2023       | Livorno          | D               | 25         | 3          | CI-D            | 2               | 1               | -                  | -                  | -                  | -           | -           | -           | 27     | 4      |        |
| gen.-giu. 2024  | Siracusa         | D               | 11+1       | 0          | CI-D            | -               | -               | -                  | -                  | -                  | -           | -           | -           | 12     | 0      |        |
| 2024-2025       | Akragas          | D               | 20         | 2          | CI-D            | 2               | 0               |                    |                    |                    |             |             |             | 22     | 2      |        |
| Totale carriera | Totale carriera  | Totale carriera | 113        | 9          |                 | 9               | 1               |                    | -                  | -                  |             | -           | -           | 122    | 10     |        |